# Rodolpho da Silva
Dino, właśc. Oswaldo Rodolfo da Silva (ur. 7 lipca 1917 w São Paulo, zm. 7 lipca 1987 w São Paulo) – brazylijski piłkarz, występujący podczas kariery na pozycji defensywnego pomocnika.

## Kariera klubowa
Karierę piłkarską Dino zaczął w Portuguesie São Paulo w 1935 roku. W 1940 Dino przeszedł do lokalnego rywala do Corinthians Paulista i grał w nim do 1944 roku. Podczas tego okresu Dino wygrał z Corinthians mistrzostwo stanu São Paulo – Campeonato Paulista w 1941 roku.
W 1944 roku przeszedł do CR Vasco da Gama, w którym grał do 1947 roku. Podczas tego okresu Dino wygrał z Vasco da Gama mistrzostwo stanu Rio de Janeiro – Campeonato Carioca w 1945 roku. W 1947 roku krótko grał w Americe Rio de Janeiro, z której powrócił do Corinthians. Ostatnie dwa lata kariery spędził w klubie Jabaquara Santos, w którym zakończył karierę w 1950 roku.

## Kariera reprezentacyjna
W reprezentacji Brazylii Dino zadebiutował 14 stycznia 1942 w meczu z reprezentacją Chile podczas Copa América 1942, na którym Brazylia zajęła trzecie miejsce. Na tym turnieju wystąpił w czterech meczach z Chile, Argentyną, Urugwajem i Paragwajem. Mecz z reprezentacją Paragwaju był ostatnim Dino w reprezentacji.